# 경혜원
경혜원은 대한민국 그림책 작가이자 일러스트레이터이다. 그녀의 대표작으로는 《엘리베이터》, 《공룡 엑스레이》, 《Bigger than you》, 《나는 사자》, 《커다란 비밀 친구》가 있다. 그녀는 2018년 《공룡엑스레이》로 대만오픈북어워드를 수상하였다.

## 생애
경혜원은 1981년 4월 16일, 대한민국 경기도 수원에서 태어났다. 그녀는 명지대학교에서 영어영문학을 전공했다. 어릴적부터 그림에 흥미와 재능이 있었고 대학 재학 중 일러스트를 배웠다. 그녀는 2004년부터 일러스트레이터로 활동하며 주로 어린이책에 그림을 그렸다. 그녀는 2014년 《특별한 친구들》을 시작으로 지금까지 다수의 그림책을 출간하였다. 그녀의 대표작으로는 《엘리베이터》, 《공룡 엑스레이》, 《내가 더 커》, 《나는 사자》, 《커다란 비밀 친구들》이 있다. 그녀의 그림책 대부분이 공룡을 소재로 한 책들이라 한국의 어린이들에게는 공룡작가로 알려져 있기도 하다. 그녀는 책과 영화를 좋아하고 공연 예술에도 관심이 많다. 현재 그녀는 남편과 경기도 하남시에 거주하고 있다.

## 커리어
2014년 첫 그림책 《특별한 친구들》은 그녀의 데뷔작이다. 그녀는 2018년 《공룡 엑스레이》로 대만 오픈북어워드를 수상을 하며 작품성을 인정받았다. 그녀의 작품들은 대만과 멕시코, 러시아, 프랑스 등 해외에 판권을 수출해 세계적인 주목을 받고 있다. 2018년 출간한 《내가 더 커》는 미국 출판사 하퍼 콜린스에서 먼저 출간된 후 국내에 역수입되었다. 그녀는 2016년 볼로냐 국제 아동 도서전에 참가한 것을 계기로 미국의 Bookstop Literary agency와 현재까지 계약 중이다.

## 스타일
경혜원의 첫 데뷔작 《특별한 친구들》은 어린이들이 공룡을 좋아하는 것에 모티프를 얻어 창작되었다. 주인공의 하굣길을 공룡과 함께 하는 상상의 세계로 그렸다. 《특별한 친구들》 출간 이후 공룡을 그녀의 작품 주요 소재로 사용하고 있다. 《엘리베이터》에서는 엘리베이터에서 마주치는 이웃들의 모습을 공룡으로 표현하였다. 《쿵쿵》에서는 가족이 공룡으로 변하여 공룡의 세계에서 함께 노는 모습을 그려냈다. 《커다란 비밀친구》에서는 공룡이 주인공 엄마의 부재를 채워주는 존재로 등장한다. 대만 오픈북어워드 수상작 《공룡 엑스레이》에서는 엑스레이 그림으로 공룡들의 다양한 특징을 그려냈다.  그녀는 펜, 동양화물감, 수채화물감, 연필 등을 혼합하며 콜라주 기법으로 공룡을 귀엽고 친근하게 표현했다. 2021년 출간된 《나는 사자》는 기존의 작품과 다른 그림체를 시도하였다. 《나는 사자》에서는 암사자의 모습이 사실적으로 묘사되어있다. 그녀는 한지, 먹, 디지털 드로잉을 혼합하여 사자의 형태와 질감을 입체적으로 표현해냈다.

## 작품
- 2022 나와 티라노와 크리스마스 (문학동네)
- 2022 커다란 비밀 친구 (창비)
- 2021 나는 사자 (비룡소)
- 2020 쿵쿵(시공주니어)
- 2020 촛불책(웅진주니어)
- 2020 알 속으로 돌아가(한림)
- 2019 내 키가 더 커(비룡소)
- 2017 한입만(한림)
- 2017 공룡 엑스레이 (한림)
- 2016 엘리베이터 (시공주니어)
- 2014 특별한 친구들(시공주니어)

[수출도서]
- 2016 엘리베이터 OCEANO travesia 멕시코 <Elevador>
- 2017 엘리베이터 Kanghao 대만 <電梯>
- 2018 특별한 친구들 Kanghao 대만 <特別的朋友們 >
- 2018 내가 더 커, 한림, 한국 (Bigger Than You /미국이 오리지널)
- 2018 한 입만 Kanghao 대만 <給我吃一口!>
- 2018 공룡엑스레이 Kanghao 대만 < 恐龍X光 >
- 2020 공룡엑스레이 Editions Versant Sud 벨기에 < L'HOPITAL DES DINOSAURES>
- 2020 공룡엑스레이 Rosman 러시아 <ДИНОЗАВРЫ НА РЕНТТЕН! >
- 2020 내 키가 더 커! Kanghao 대만 < 化你 更高!>
- 2020 내 키가 더 커! Rue Du Monde 프랑스<Je suis plus grand que toi!>
- 2021 알 속으로 돌아가 Kanghao 대만 < 到你的 劉壽 負裡! >
- 2021 촛불책 Kanghao 대만 <蟠 燭 書 >
- 2022 쿵쿵 Kanghao 대만 <冬冬>
- 2022 엄마 공룡 찾아 쿵쿵 Kanghao 대만 < 尋找恐龍媽媽 砰砰 >

## 활동
그녀는 강연, 전시 등 다양한 활동을 통해 독자와의 소통을 지속적으로 이어가고 있다.
- 2022 홍콩 북페어 "Korean Picture Books: Fantasy in Everyday Life" Seminar for Hong Kong primary and secondary school students" 참여[3]
- 2022 주홍콩한국문화원 Kwun Tong 소재 무광중학교 (Mu Kuang English School)에서 “경혜원 작가와의 만남”행사 참여[4]
- 2022 파리 한국문화원 Le Festival franco-coréen d’albums jeunesse 작가와의 만남 초청[5]
- 2022 도예작가와 콜라보 전시 <마이티 원더스>[6]
- 2021 경혜원 <상상 없는 세상은 너무 심심해> 그림책 숲 전시[7]
- 2017 암웨이 미술관 53회 전시 그룹 전 <미술관에 간 그림책> 전시작가 : 경혜원, 김명석, 이기훈, 이명애, 이석구, 정진호[8]

## 수상
- 2018 <공룡 엑스레이> 대만 Openbook Best Children’s Book[1]